# Astrocoeniina
Sous-ordre
Astrocoeniina est un sous-ordre de scléractiniaires (coraux durs). Ce clade n'est pas considéré valide par World Register of Marine Species.

## Liste des familles
Selon ITIS (27 décembre 2014) :
- famille Acroporidae Verrill, 1902
- famille Astrocoeniidae Koby, 1890
- famille Pocilloporidae Gray, 1842